# Giacomo Bazzan
Giacomo Bazzan (* 13. Januar 1950 in Vescovana; † 24. Dezember 2019) war ein italienischer Radrennfahrer. 
1969 startete Giacomo Bazzan mit dem italienischen Bahn-Vierer bei den Bahn-Weltmeisterschaften in Brünn und wurde gemeinsam mit Antonio Castello, Pietro Algeri und Giorgio Morbiato Vize-Weltmeister in der Mannschaftsverfolgung. In der Einerverfolgung kam er auf den 15. Platz. 1969 und 1970 wurde er italienischer Meister in der Mannschaftsverfolgung und 1971 in der Einerverfolgung. Bei den UCI-Bahn-Weltmeisterschaften 1971 in Varese errang Bazzan mit Luciano Borgognoni, Morbiato und Algeri den Weltmeister-Titel, in der Einerverfolgung gewann er Bronze. 1972 ging er bei den Olympischen Sommerspielen in München mit dem Vierer an den Start, der sich aber nicht für die Finalrunde der besten Acht qualifizieren konnte.
1973 wurde Bazzan Profi und belegte in den beiden kommenden Jahren bei den nationalen Bahnmeisterschaften jeweils Platz zwei in der Einerverfolgung. 1975 nahm er an der Tour de France teil, gab aber nach der elften Etappe auf. 1976 belegte er Platz drei bei der italienischen Meisterschaft in der Verfolgung, anschließend beendete er seine sportliche Laufbahn.